# Carlos Cuartas
Carlos Enrique Cuartas Bedoya (* 15. August 1940 in Itagüí, Departamento de Antioquia, Kolumbien; † 10. Juli 2011 ebenda) war ein kolumbianischer Schachspieler. Er zählte zu den besten Schachspielern in Kolumbien.

## Leben
Carlos Cuartas war Schachlehrer in seiner Heimatprovinz Antioquia und später in Cali. Ende der 1970er-Jahre verbrachte er einige Zeit in der Schweiz. Er starb an einer Krebserkrankung.

## Erfolge
Sieben Mal konnte er die kolumbianische Einzelmeisterschaft gewinnen: 1965 in Belencito (Departamento de Boyacá), 1967 in Bucaramanga, 1968 in Medellín, 1970 in Bogotá, 1975 in Bogotá, 1976 in Cali und 1983 in Envigado (Departamento de Antioquia).
Mit der kolumbianischen Nationalmannschaft nahm er zwischen 1964 und 1994 an zehn Schacholympiaden teil mit einem Gesamtergebnis von 77,5 Punkten aus 130 Partien (+53 =49 −28; 59,6 Prozent), wobei er 1966 in Havanna und 1976 in Haifa am ersten Brett spielte. 1972 in Skopje erhielt er für seine Leistung von 13 Punkten aus 18 Partien am dritten Brett eine individuelle Bronzemedaille.
1975 wurde ihm der Titel Internationaler Meister verliehen. 